# Лісові пожежі в Греції (2021)
Лісові пожежі в Греції 2021 року — це численні пожежі, що сталися в Греції з початку серпня до початку вересня 2021 року, і внаслідок яких щонайменше двоє загинуло та 20 людей постраждали, а також спалено десятки будинків. Влада евакуювала кілька сіл і міст.

## Перебіг подій
Найсильніші пожежі, спричинені непрогнозованими вітрами, спостерігають на півночі від Афін. Найбільші пожежі сталися в Аттиці, Олімпії, Мессенії та Евбеї.
Станом на 7 серпня 2021 року триває понад 150 лісовими пожежами по всій країні. Шість районів перевели в режим підвищеної готовності.
З вогнем борються понад сто пожежників і авіація. Постраждалим районам Греції допомагають рятувальники з Великої Британії, Франції та США. Ці країни надіслали додаткові пожежні літаки і людей. Відправила своїх пожежників і Україна.

## Жертви
У передмісті столиці Греції — Афін 38-річний загинув пожежник-волонтер внаслідок падіння електричного стовпа. Іншою жертвою вогню став президент Афінської торговельної палати Константінос Міхалос. Його знайшли непритомним на фабриці неподалік від того місця, де вирувала пожежа.
Ще 20 людей отримали травми.